# Сайка (река)
Сайка — река в Граховском и Алнашском районах Удмуртии, левый приток реки Возжайка.
Река Сайка берёт начало в елово-липовых лесах севернее деревни Верхняя Сайка. Течёт на юг. Вдоль реки расположены деревни Верхняя Сайка, Нижняя Сайка и Соловьёвка. Сайка впадает в реку Возжайка у деревни Удмуртское Гондырево. Вблизи устья Сайку пересекает линия электропередач.